# Bogdaniec (gmina)
Pour les articles homonymes, voir Bogdaniec.
Bogdaniec est une gmina rurale (gmina wiejska) de la powiat de Gorzów, dans la Voïvodie de Lubusz, dans l'ouest de la Pologne.
Son siège administratif (chef-lieu) est le village de Bogdaniec, qui se situe environ 14 kilomètres au sud-ouest de Gorzów Wielkopolski (siège de la powiat) et 406 kilomètres à l'ouest de Varsovie (capitale de la Pologne).
La gmina couvre une superficie de 112,12 km2 pour une population de 7 080 habitants en 2016.

## Histoire
De 1975 à 1998, la gmina est attachée administrativement à la voïvodie de Gorzów.

Depuis 1999, elle fait partie de la voïvodie de Lubusz.

## Géographie
La gmina de Bogdaniec inclut les villages et localités de :

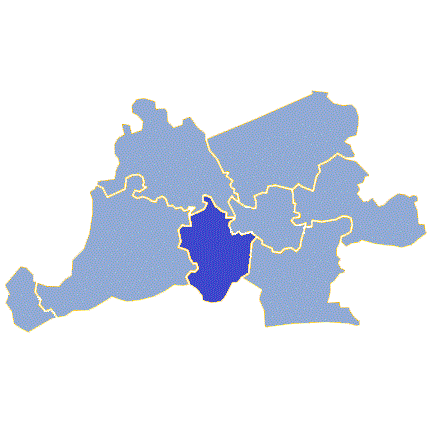
Plan de la gmina

- Bogdaniec
- Chwałowice
- Gostkowice
- Jasiniec
- Jenin
- Jeninek
- Jeniniec
- Jeże
- Jeżyki
- Krzyszczyna
- Krzyszczynka
- Kwiatkowice
- Lubczyno
- Łupowo
- Motylewo
- Podjenin
- Racław
- Roszkowice
- Stanowice
- Wieprzyce Dolne
- Włostów

### Gminy voisines
La gmina de Bogdaniec est voisine de :

la ville de :
- Gorzów Wielkopolski

et des gminy suivantes :
- Deszczno
- Krzeszyce
- Lubiszyn
- Witnica

## Structure du terrain
D'après les données de 2002, la superficie de la commune de Bogdaniec est de 112,12 km2, répartis comme telle :
- terres agricoles : 68 %
- forêts : 21 %

La commune représente 9,28 % de la superficie du powiat.

## Démographie
Données du 30 juin 2004 :
| Description        | Total  | Total | Femmes | Femmes | Hommes | Hommes |
| ------------------ | ------ | ----- | ------ | ------ | ------ | ------ |
| Unité              | Nombre | %     | Nombre | %      | Nombre | %      |
| Population         | 6 598  | 100   | 3 329  | 50,5   | 3 269  | 49,5   |
| Densité (hab./km²) | 58,8   | 58,8  | 29,7   | 29,7   | 29,2   | 29,2   |